# 盧卡斯·尼爾
盧卡斯·尼爾（英語：Lucas Edward Neill，1978年3月9日—） 是一名澳洲足球運動員，可出任後防任何一個位置，包括中堅、清道夫、右閘、左閘，甚至防守中場及右中場，曾效力英超球會布力般流浪、韋斯咸及愛華頓，於2010年1月轉投土超球會加拉塔沙雷。尼爾曾任澳洲國家隊隊長，直至球隊採用輪流隊長制。

## 生平

### 球會
尼爾曾與國家隊隊友卡希爾於英格蘭球會米禾爾共事過一段日子。這名澳洲後衛於米禾爾共效力6年之久，他超卓的表現終於贏得英超球隊注意，於2001/02年球季布力般流浪把他帶到英超。
自那時開始，尼爾憑穩定的表現、打不死的鬥心贏得領隊及球迷的讚賞，成為了球隊的正選右閘，至今仍然沒有其他球員威脅到他的正選席位。尼爾勇悍的球風雖然令球隊後防變得甚為穩健，但卻被球圈人士大肆批評。如他曾於2003/04年球季以一記過勇的攔截把利物浦後防大將加歷查剷至斷腳離場，便被球評家及利物浦球員批評。這名全才的防守球員曾於一段時間內出任球隊十二碼劊子手一職，他於各項賽事合共為布力般流浪上陣超過200次，射入7球。
在2007年1月由布力般流浪加盟對手韋斯咸，協助韋斯咸成功護級，之後因原本的隊長李奧曲卡離隊，而成為球隊隊長，更成為球隊的十二碼劊子手。
2009年6月，尼爾與韋斯咸結束兩年多的賓主關係。同年9月，他自由轉會至另一英超球會愛華頓。2010年1月13日，尼爾離開只效力了半季的愛華頓，加盟土耳其班霸加拉塔沙雷，與國家隊隊友基維爾重逢。

### 國家隊
尼爾曾代表澳洲出席於2000年舉行的悉尼奧運會的足球賽。
在2005年對烏拉圭的世界盃外圍附加賽賽事，澳洲於互射12碼的情況下擊敗對手，完成了澳洲多年來期望進軍決賽周的宿願，在這場令澳洲球迷印象深刻的賽事當中，尼爾被選為球賽最佳球員。
於2006年世界盃決賽周，澳洲表現出色，於分組賽僅隨大熱門巴西以次名出線，歷史性地晉身16強。面對著該屆冠軍意大利，澳洲表現毫不遜色，由尼爾率領的3人中堅防線更連番化解對手的攻勢。可惜，完場前尼爾於禁區內的一記具爭議性的剷球，被球證判罰12碼，最後意大利前鋒托蒂大腳抽入12碼，澳洲亦光榮出局。
事隔數月後，國際足球協會主席布拉特公開表示這個判罰為誤判。
2007年夏天，澳洲首次參賽亞洲盃，尼爾亦有份參與。可惜於淘汰賽階段被日本在互射12碼的情況下踢出局，當中尼爾及基維爾分別射失了12碼。